# 7932 Plimpton
A 7932 Plimpton (ideiglenes jelöléssel 1989 GP) a Naprendszer kisbolygóövében található aszteroida. Eleanor F. Helin fedezte fel 1989. április 7-én.